# Jordan Lane Price
Jordan Lane Price (Hamburg, 13 marzo 1989) è un'attrice e modella statunitense, conosciuta per aver interpretato Celia Fitzgerald nella soap opera La valle dei pini .

## Filmografia parziale

### Cinema
- Ride - Ricomincio da me, regia di Helen Hunt (2014)

### Televisione
- La valle dei pini (All My Children) - soap opera (2012-2013)
- Law & Order: SVU (Law & Order: Special Victims Unit) - serie TV, episodio 22x03 (2020)